# Château de Chassenon
Le château de Chassenon, également appelé « château des Chassenon », est un château situé sur la commune de Xanton-Chassenon, dans le canton de Fontenay-le-Comte en Vendée.

## Historique
Thibaud Chabot épouse vers 1220 Aënor de Brosse, héritière des Essarts et de Saint-Hilaire-le-Vouhis, est le premier seigneur connu de Chassenon. Il passe ensuite par héritage aux Volvire.
Au XIIIe siècle, Lyette de Chassenon épouse Pierre Boutou, seigneur de la Baugisière.
Antoine Anthisme Walsh (1736-1793), seigneur de Chassenon, chevalier de l'ordre de Saint-Louis et petit-fils de Phillip Walsh, fait construire au cours des années 1780 le château actuel, près de l'ancienne bâtisse qui existe toujours.
Au moment de la Révolution, un bruit cours selon lequel une troupe de brigands parcourait les campagnes voisines et que le comte d'Artois, fugitif de Paris, se trouvait au château de Chassenon. Une expédition est alors faite pour les débusquer, sans succès.
En 1807, la veuve et les filles d'Antoine Walsh cèdent la terre de Chassenon à un riche négociant et banquier de Hambourg que le roi du Danemark avait nommé consul à Nantes avant la Révolution, Jean-Joachim Möller (1754-1819), originaire de Norvège. Il passe ensuite à son fils, Ignace Möller, premier maire de Xanton-Chassenon en 1828, puis au fils de celui-ci, Ernest Möller, en 1841. Ernest Möller engage des travaux de restauration et réaménagement du château et agrandi le domaine en faisant l'acquisition de nouvelles fermes (Pineau, la Martinière et les Petit et Grand Champdoré à Darlais).
En 1898, il passe par héritage à son gendre, Alfred Querqui, qui remanie à son tour le château. Un cousin de Querqui, Jean Sioc'han de Kersabiec, en hérite en 1942.
La fontaine renaissance, dans le parc du château, est classée au titre des monuments historiques en 1956.